# Ден Сьюелл
Ден Сьюелл (англ. Dean Sewell; нар. 13 квітня 1972, Кінгстон, Ямайка) — ямайський футболіст, виступав на позиції захисника та півзахисника.

## Клубна кар'єра
Футбольну кар'єру розпочав у США, де паралельно з навчанням виступав за футбольну команду Нью-Гемпширського університету. У цій команді виступав у півзахисті, відзначився 40 голами в 53 матчах. У 1997 році повернувся до Ямайки, де виступав за команду «Констант Спрінг» з однойменного міста. На батьківщині виступав протягом двох років і в 1999 році повернувся до США. Виступав за «Чарлстон Беттері» Першому дивізіоні USL. У 2001 році перейшов до «Коннектикут Вулвз», з якими того року також виступав у Першому дивізіоні USL. У 2002 році грав у D-3 Pro League, а по завершенні сезону закінчив кар'єру футболіста.

## Кар'єра в збірній
У національній збірній Ямайки дебютував 1993 року. У 1998 році головний тренер національної команди Рене Сімойнш викликав Дена для участі на чемпіонаті світу в Франції. На цьому турнірі Сьюелл був резервістом і не зіграв жодного поєдинку. Востаннє футболку «Реггі Бойс» одягав у 2000 році в поєдинку проти Кайманових Островів. У складі ямайської збірної зіграв 44 матчі та відзначився 5-а голами.

### Голи за збірну
Рахунок та голи збірної Ямайки знаходяться на першому місці
| №  | Дата           | Місце                                                     | Суперник           | Рахунок | Результат | Змагання                            |
| -- | -------------- | --------------------------------------------------------- | ------------------ | ------- | --------- | ----------------------------------- |
| 1. | 27 лютого 1997 | Індепенденс Парк, Кінгстон, Ямайка                        | Бермудські Острови | 3–1     | 3–2       | Кваліфікація Карибського кубку 1997 |
| 2. | 4 травня 1997  | Тринідад Стедіум, Ораньєстад, Аруба                       | Аруба              | ?–0     | 6–0       | Кваліфікація Карибського кубку 1997 |
| 3. | 26 жовтня 1997 | Антигуа Рекрейшн Граунд, Сент-Джонс, Антигуа і Барбуда    | Антигуа і Барбуда  | 3–0     | 3–0       | Товариський                         |
| 4. | 31 липня 1998  | Хейслі Кроуфорд Стедіум, Порт-оф-Спейн, Тринідад і Тобаго | Тринідад і Тобаго  | 2–0     | 2–1       | Карибський кубок 1998               |

## Титули і досягнення
- Переможець Карибського кубка: 1998